# Ceromya valida
Ceromya valida là một loài ruồi trong họ Tachinidae.